# The Unanswered Question
Die Komposition The Unanswered Question zählt zu den bekanntesten Werken des amerikanischen Komponisten Charles Ives (1874–1954), entstand um 1906 und wurde in den 1930er-Jahren überarbeitet. Die revidierte Fassung wurde 1946 uraufgeführt, die Erstfassung 1984. Das Werk setzt drei musikalische Schichten (Streicher, Trompete und Holzbläserquartett) simultan über- und gegeneinander.

## Entstehung und Charakterisierung
Charles Ives hatte bereits 1902 seine Tätigkeit als Kirchenorganist beendet und sich einer Arbeit als Versicherungskaufmann zugewandt. Komposition betrieb er als Freizeitbeschäftigung. Seine Werke sind oft nicht genau datierbar, zudem unterzog er sie teilweise Jahrzehnte später tiefgreifenden Revisionen. Etwa 1906 entstand die Erstversion von The Unanswered Question für eine Kammermusikbesetzung, in zeitlicher Nähe zum etwas größer besetzten Central Park in the Dark. Ives sah beide Werke zeitweilig als Paar unter der Bezeichnung Two Contemplations, mit The Unanswered Question als 1. Satz. Letzteres betitelte er wechselnd auch als Largo to Presto: The Unanswered Question: A Cosmic Landscape, A Contemplation of a Serious Matter und The Unanswered Perennial Question. Der Titel The Unanswered Question entstammt dem Gedicht The Sphinx von Ralph Waldo Emerson, einem amerikanischen Transzendentalisten, dessen Weltsicht Ives nahestand. Beiden genannten Kompositionen ist gemeinsam, dass darin stilistisch unterschiedliches Material in verschiedenen Metren und Tonarten überlagert wird.
The Unanswered Question sieht folgende Besetzung vor: Vier Flöten (alternativ statt 3. Flöte auch Oboe, statt 4. Flöte auch Klarinette), Trompete (alternativ auch Englischhorn, Oboe oder Klarinette) sowie ein Streichquartett mit 1. und 2. Violine, Viola und Violoncello (bei größerer Besetzung verstärkt durch einen im Oktavabstand spielenden Kontrabass). Die Streichergruppe soll möglichst hinter der Bühne („off-stage“) bzw. mit Abstand zu den Bläsern platziert werden. Die Aufführungsdauer liegt bei etwa sechs Minuten.
Das Werk setzt drei musikalische Schichten simultan über- und gegeneinander: Die sordinierten Streicher spielen als durchgängige Klangfläche einen vierstimmigen choralartigen Satz (G-Dur) im dreifachen Pianissimo und sehr langsamen Tempo, mit dem nach dem Verstummen der Bläser das Werk auch verklingt. Die ebenfalls gedämpfte Solotrompete setzt erstmals nach 15 Takten ein und spielt siebenmal in nahezu gleichen Abständen ein identisches zweitaktiges, aus fünf Noten bestehendes Motiv, das in keinem klaren tonalen Zusammenhang zur Musik der Streicher steht. Das Holzbläserquartett reagiert sechsmal auf das Trompetenmotiv in länger werdenden Abschnitten von zunehmendem Tempo, wachsender Komplexität und Dissonanz.

## Fassungen, Uraufführung und Rezeption
1930 bis 1935 unterzog Ives The Unanswered Question einer Revision und ergänzte ein Vorwort. Demnach symbolisiert die Solotrompete „die ewige Frage nach der Existenz“ oder „nach dem Sein“ („The Perennial Question of Existence“). Das Holzbläserquartett steht für die „Jagd nach der unsichtbaren Antwort“ („hunt for 'The Invisible Answer'“). Die Streicher repräsentieren „die Schweigsamkeit(en) der Druiden, die nichts wissen, sehen und hören“ („The Silences of the Druids – Who Know, See and Hear Nothing“) und beschließen das Werk in „ungestörter Einsamkeit“ („Undisturbed Solitude“). Auffälligster Unterschied beider Fassungen ist der Schlusston des Trompetenmotivs, der in der Erstfassung identisch mit der Anfangsnote ist (B), in der zumeist aufgeführten Zweitfassung jedoch einen Ganzton höher (C). Eine neuere Ausgabe stellt beide Fassungen gegenüber.
The Unanswered Question erklang in der revidierten Fassung erstmals am 11. Mai 1946 in der Columbia University (New York) mit Studenten der Juilliard School unter Leitung von Theodore Bloomfield (Streicher, off-stage) und Edgar Schenkman (Bläser). Im gleichen Konzert wurden auch Central Park in the Dark und das 2. Streichquartett von Ives uraufgeführt. Die erste Fassung von The Unanswered Question wurde erst am 17. März 1984 in New York unter Leitung von Dennis Russell Davies uraufgeführt.
Die erste Plattenaufnahme der revidierten Version erschien 1951, interpretiert durch Will Lorin und das Polymusic Chamber Orchestra. Die Ersteinspielung von Version 1 erfolgte 1986 mit Michael Tilson Thomas und dem Chicago Symphony Orchestra.
Leonard Bernstein griff den Werktitel in einer sechsteiligen Vortragsreihe innerhalb der Norton Lectures auf. The Unanswered Question fand auch in der Filmmusik etwa bei Todesszenen Verwendung, so in Lola rennt (1998) von Tom Tykwer oder Der schmale Grat (1998) von Terrence Malick.